# Saarlandstraße (métro de Hambourg)
Saarlandstraße (en allemand : U-Bahnhof Saarlandstraße) est une station de la ligne U3 du métro de Hambourg. Elle se situe dans le quartier de Winterhude, dans l'arrondissement du Nord. La station se situe sur un talus à l'angle sud-est du Hamburger Stadtpark et à l'ouest de la Saarlandstraße éponyme, à laquelle mène la seule sortie.

## Situation sur le réseau

Plans des lignes
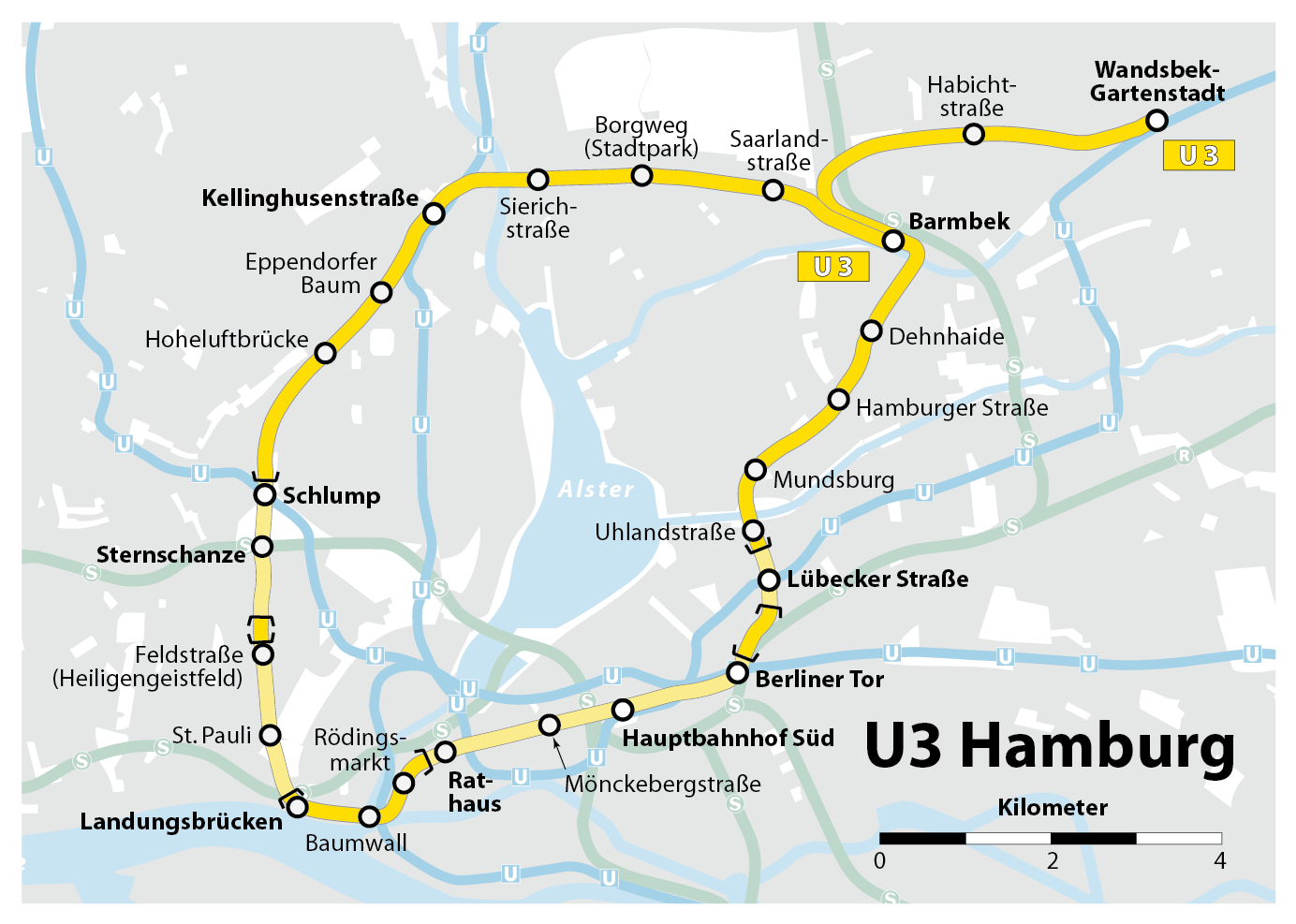
Ligne U3.

## Services aux voyageurs
À l'arrêt Saarlandstraße, les deux quais sont entièrement surélevés au cours de l'été 2012. Cependant, la gare n'est toujours pas accessible sans obstacle, car il n'y a pas d'ascenseur jusqu'en 2024.